# Hadise
Hadise Açıkgöz (ur. 22 października 1985 w Molu) – turecka piosenkarka R&B i pop urodzona w Belgii.

## Rodzina i edukacja
Urodziła się w Molu niedaleko Antwerpii jako córka tureckich emigrantów z Sivas. Ma młodszego brata Murata i dwie siostry: starszą Hulyę i młodszą Deryę. Kiedy miała 11 lat, jej rodzice zdecydowali się na separację.
Studiowała ekonomię i języki nowożytne. Biegle mówi po turecku i niderlandzku, angielsku, francusku i niemiecku.

## Kariera muzyczna

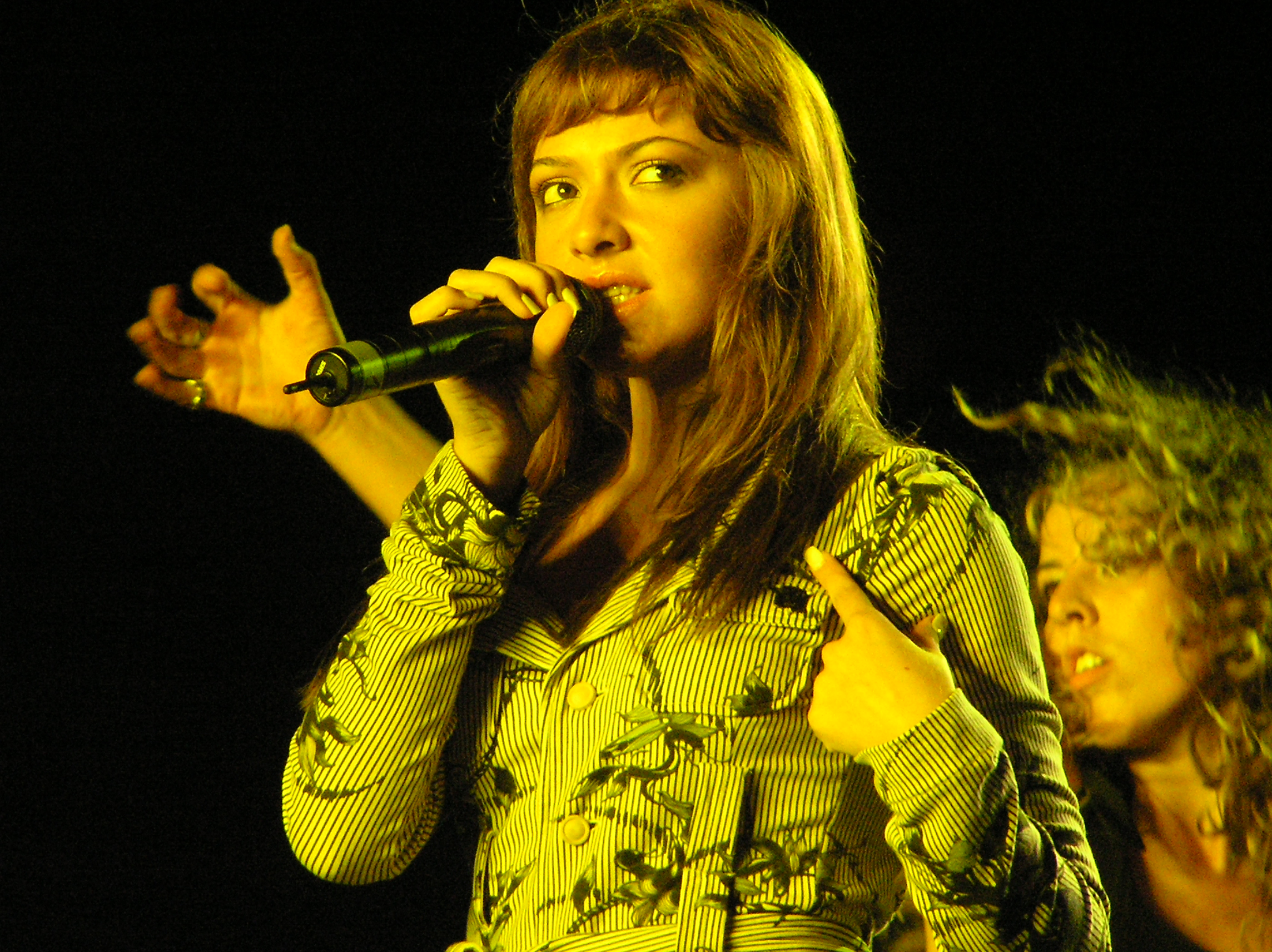
Hadise (2006)

Gdy miała 17 lat, wzięła udział w przesłuchaniach do pierwszej edycji programu Idool. Choć nie przeszła do kolejnej rundy talent show, jej występ został zauważony przez Johana Hendrickxa, który zaproponował jej współpracę menedżerską. Po podpisaniu kontraktu płytowego z wytwórnią 2 Brain records w listopadzie 2004 wydała debiutancki singiel „Sweat”, który dotarł do pierwszej dwudziestki listy przebojów w Belgii. W 2005 wydała singiel „Stir Me Up”, który zdobył popularność w Belgii i Turcji. Jesienią opublikowała singiel „Milk Chocolate Girl”, który dotarł do 13. miejsca na belgijskiej liście przebojów. W listopadzie 2005 wydała debiutancki album pt. Sweat, który promowała także singlami: „Ain’t No Love Lost” i „Bad Boy”. W tym samym czasie poprowadziła turecką wersję programu Popstars.

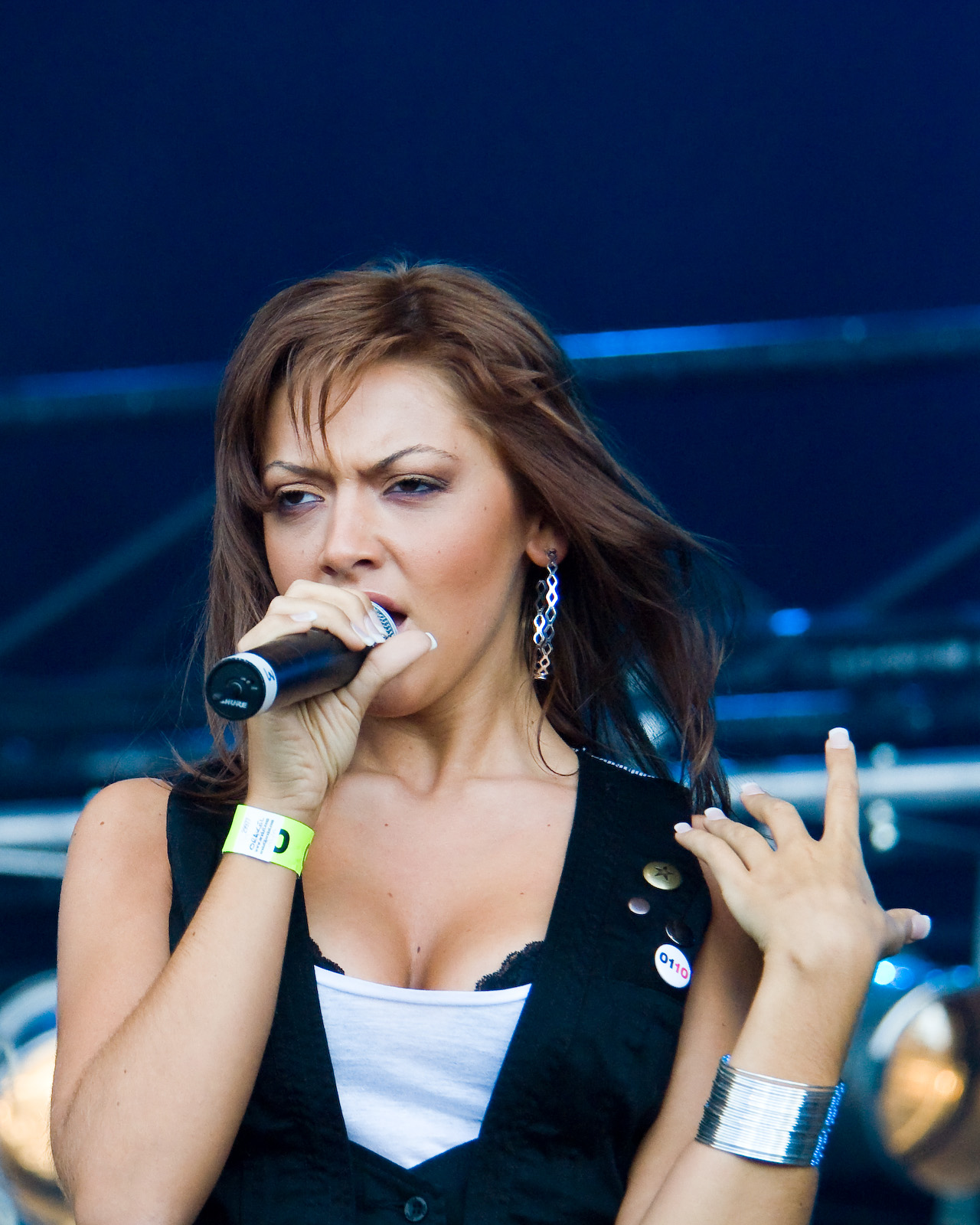
Hadise podczas koncertu w Gandawie (2006)

W grudniu 2007 rozpoczęła pracę nad materiałem na swój album o roboczym tytule On High Heels. Płytę zapowiedziała singlem „A Good Kiss”. Popularność w kraju przyniósł jej cover piosenki, która w tureckim języku („Deli Oğlan”) nagrała Sezen Aksu. Hadise następnie wydała singiel „My Body”, z którym zadebiutowała na ósmym miejscu belgijskiej listy przebojów. Z trzecim singlem z płyty, „My Man and the Devil on His Shoulder”, zadebiutowała na 29. miejscu listy przebojów w Belgii. 6 czerwca 2008 wydała album, zatytułowany po prostu Hadise, z którym dotarła do 19. miejsca listy najczęściej kupowanych płyt w Belgii. W tym samym roku zaśpiewała gościnnie w utworze „Düşman” z dziewiątego albumu Serdara Ortaça pt. Nefes. Również w 2008 poprowadziła flamandzką wersję formatu The X Factor.
W nocy z 31 grudnia 2009 na 1 stycznia 2010 na koncercie sylwestrowym premierowo wykonała utwór „Düm tek tek”, z którym reprezentowała Turcję w 54. Konkursie Piosenki Eurowizji w Moskwie. 16 maja wystąpiła w finale Eurowizji 2009 i zajęła w nim czwarte miejsce po zdobyciu 177 punktów, w tym m.in. z maksymalnych not (12 pkt) z sześciu krajów. Dzień przed finałem konkursu wydała album pt. Fast Life, na którym umieściła m.in. singiel „Düm tek tek” oraz piosenki „Double Life” i „Supernatural Love”, które wcześniej zostały odrzucone przy wyborze piosenki eurowizyjnej, a także tytułowy singiel. Z singlem „Düm tek tek” dotarła do pierwszego miejsca belgijskiej listy przebojów. 19 czerwca 2009 wydała tureckojęzyczną wersję płyty – Kahraman, który promowała singlem „Evlenmeliyiz” (turecka wersja utworu „We Should Get Married”).

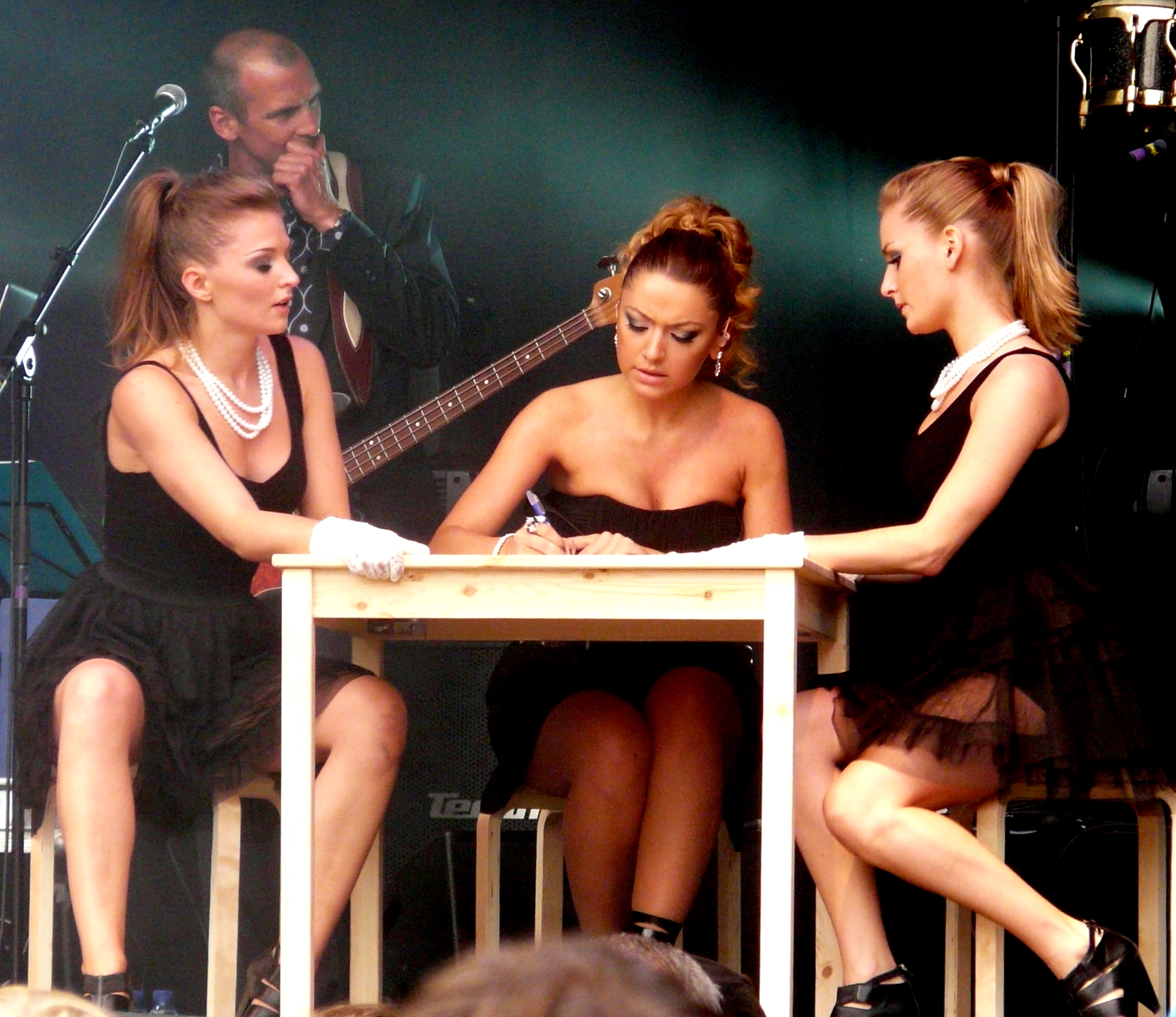
Hadise (2009)

Po wydaniu albumu wyruszyła w trasę koncertową, a po jej zakończeniu rozpoczęła pracę nad drugim tureckojęzycznym albumem pt. Aşk kaç beden giyer?. Płytę promowała singlami: „Superman”, „Mesajimi almistir o” i tytułowym utworem. W tym samym roku została jedną z jurorek programu O ses Turkiye. W czerwcu 2012 wydała singiel „Biz burdayız”, który nagrał z gościnnym udziałem Kaana. W 2013 wydała singiel „Visal”.
W sierpniu 2014 wydała album pt. Tavsiye, który promowała singlami: „Nerdesin aşkım” i „Prenses”; do obu piosenek zrealizowała teledyski, które odnotowały wielomilionowe wyświetlenia na platformie YouTube.

## Dyskografia
Albumy studyjne
- Sweat (2005)
- Hadise (2008)
- Fast Life (2009)
- Kahraman (2009)
- Aşk kaç beden giyer? (2011)
- Tavsiye (2014)

Minialbumy (EP)
- Düm tek tek (2009)

Single
| Rok  | Tytuł                                  | Pozycje | Pozycje | Album                |
| Rok  | Tytuł                                  | BEL     | TUR     | Album                |
| ---- | -------------------------------------- | ------- | ------- | -------------------- |
| 2004 | „Sweat”                                | 19      | –       | Sweat                |
| 2005 | „Stir Me Up”                           | 22      | –       | Sweat                |
| 2005 | „Milk Chocolate Girl”                  | 13      | –       | Sweat                |
| 2006 | „Ain’t No Love Lost”                   | 45      | –       | Sweat                |
| 2006 | „Bad Boy”                              | 22      | –       | Sweat                |
| 2007 | „A Good Kiss”                          | 26      | 6       | Hadise               |
| 2008 | „My Body”                              | 8       | –       | Hadise               |
| 2008 | „My Man and the Devil on His Shoulder” | 59      | –       | Hadise               |
| 2008 | „Deli oğlan”                           | –       | 3       | Hadise               |
| 2008 | „Aşkkolik”                             | –       | 17      | Hadise               |
| 2009 | „Düm tek tek”                          | 36      | –       | Fast Life            |
| 2009 | „Fast Life”                            | –       | –       | Fast Life            |
| 2009 | „Evlenmeliyiz”                         | –       | –       | Kahraman             |
| 2010 | „Kahraman”                             | –       | –       | Kahraman             |
| 2011 | „Superman”                             | –       | –       | Aşk kaç beden giyer? |
| 2013 | „Visal”                                | –       | –       | Aşk kaç beden giyer? |
| 2014 | „Aşk kaç beden giyer?”                 | –       | –       | Aşk kaç beden giyer? |
| 2014 | „Nerdesin aşkım”                       | –       | –       | Tavsiye              |
| 2014 | „Prenses”                              | –       | –       | Tavsiye              |